# Korea Music Copyright Association
Korea Music Copyright Association (abreviado KOMCA) es una entidad de gestión colectiva surcoreana sin ánimo de lucro que administra los derechos de transmisión y presentación pública, de reproducción y de grabación de trabajos musicales. Se fundó en 1964 y es la segunda organización de manejo de propiedad intelectual para obras musicales en Asia, después de JASRAC en Japón. También es una de las más grandes en ese continente, con más de 20 000 miembros.
Los dueños de derechos de autor, incluyendo autores, compositores y productores de música, se pueden unir a KOMCA como miembros asociados. Los miembros asociados que están «involucrados en la creación musical sustancial» son promovidos a miembros completos por la junta directiva, que consiste en 21 integrantes elegidos por un periodo de 3 años.

## Korea Music Copyright Awards
El 4 de diciembre de 2011, KOMCA celebró la ceremonia inaugural de los Korea Music Copyright Awards en el Parque Olímpico de Seúl. Los premios se crearon para reconocer a los individuos que trabajan detrás de escenas (compositores, editores, escritores, entre otros) en la industria de la música. El compositor Cho Young-soo fue el primero en obtener el gran premio. También se otorgaron distinciones en el género pop (balada, dance, rock, hip-hop y trot) así como otras para la música clásica coreana y canciones para niños. Hasta la entrega de 2021, Pdogg, el principal productor y compositor del grupo BTS, es el compositor con el mayor número de premios en esta categoría ya que ha ganado por tres años consecutivos desde 2019.